# Claustrum

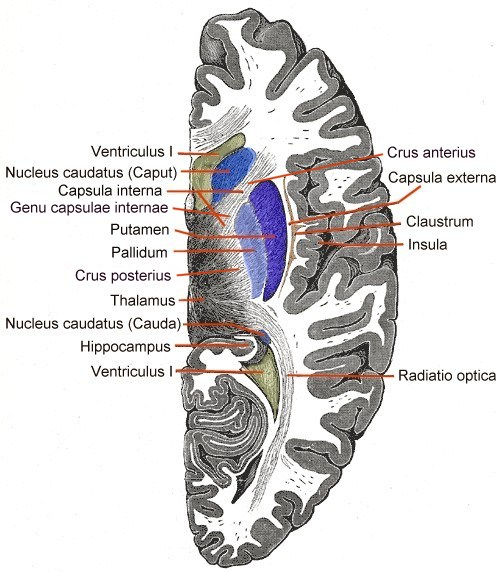
Horizontalschnitt durch das Vorderhirn, Basalganglien blau

Das Claustrum oder die Vormauer ist ein zum Endhirn gehörender Hirnteil. Anatomisch liegt es seitlich der Capsula externa und wird durch diese vom Putamen getrennt. Weiter nach außen wird es von der Inselrinde durch die Capsula extrema getrennt.
Die Funktionen des Claustrums, das sich in beiden Gehirnhemisphären aller bisher untersuchten Säuger finden lässt, sind noch nicht abschließend geklärt. Einer Versuchsreihe zufolge könnte es eine Rolle bei der Sexualempfindung spielen, da zu gewissen Zeitpunkten die Neuronen in diesem Bereich auf eine charakteristische Weise feuern. Francis Crick und Christof Koch publizierten 2005 einen Artikel über das Claustrum, in dem sie über seine Rolle bei der Integration von bewussten Wahrnehmungsinhalten spekulieren. Die Autoren sehen in dem Claustrum den Dirigenten, der die Spieler eines Orchesters (verschiedene corticale Regionen) synchronisiert.
Eine französische Arbeitsgruppe berichtete 2014, dass die elektrische Stimulation des Claustrum (bzw. des Zwischenbereichs zwischen Claustrum und anteriorer Insel) im Rahmen der prächirurgischen Epilepsiediagnostik bei einer Patientin zum sofortigen Bewusstseinsverlust führte.